# 皮米罗勒
皮米罗勒（法語：Puymirol，法語發音：[pɥimiʁɔl]）是法国洛特-加龙省的一个市镇，属于阿让区。

## 地理
皮米罗勒（44°11'13"N, 0°47'51"E）面积19.54 平方千米，位于法国新阿基坦大区洛特-加龍省，该省份为法国西南部内陆省份，北起多爾多涅省，西接吉倫特省和朗德省，南至热尔省，东临塔恩-加龙省和洛特省。
与皮米罗勒接壤的市镇（或旧市镇、城区）包括：拉索沃塔德萨韦尔、佩尔维尔、圣卡普赖德莱尔姆、圣马丹德博维尔、圣皮埃尔-德克莱拉克、圣罗曼勒诺布勒、圣于尔西斯、泰拉克。

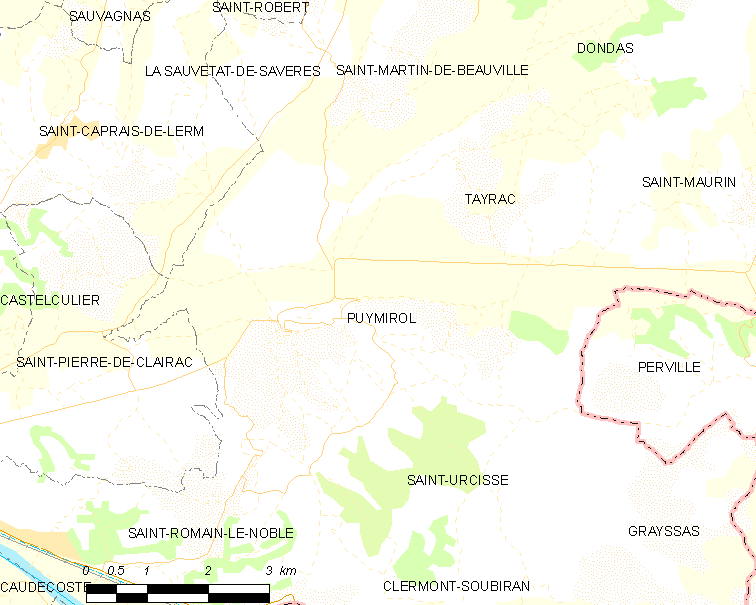
皮米罗勒的OSM定位图

皮米罗勒的时区为UTC+01:00、UTC+02:00（夏令时）。

## 行政
皮米罗勒的邮政编码为47270，INSEE市镇编码为47217。

## 政治
皮米罗勒所属的省级选区为东南阿日奈县。

## 人口

1962-2008年间皮米罗勒人口变化图示

皮米罗勒于2022年1月1日时的人口数量为903人。